# Amningsångest
Amningsångest, också kallad amningsdepression och D-MER (dysphoric milk ejection reflex), är en kraftig sorg, nedstämdhet, ångest eller irritabilitet, som sätter igång när utdrivningsreflexen går igång och bröstet släpper ifrån sig mjölk. Obehaget pågår bara en kort stund, som mest i några minuter, men återkommer vid varje amningstillfälle.
Begreppet D-MER myntades av amningsexperter i USA. Teorin har varit att D-MER orsakas av en plötslig sänkning av signalsubstansen dopamin, men man har inte vetat säkert. Det finns även en teori om att D-MER har en koppling till oxytocin.